# Avinyonet de Puigventós
Avinyonet de Puigventós là một đô thị trong ‘‘comarca’’ Alt Empordà, Girona, Catalonia, Tây Ban Nha. Đô thị này có tọa độ 42°15′5″N 2°54′56″E / 42.25139, 2.9155642°15′5″N 2°54′56″E / 42.25139, 2.91556 
và nằm ở độ cao 70 m, diện tích là 12,45 km², dân số 1.241 người (2006), mật độ là 99,68 người/km²